# Santa Cruz (Zambales)
Santa Cruz è una municipalità di seconda classe delle Filippine, situata nella Provincia di Zambales, nella regione di Luzon Centrale.
Santa Cruz è formata da 25 baranggay:
- Babuyan
- Bangcol
- Bayto
- Biay
- Bolitoc
- Bulawon
- Canaynayan
- Gama
- Guinabon
- Guisguis
- Lipay
- Lomboy
- Lucapon North

- Lucapon South
- Malabago
- Naulo
- Pagatpat
- Pamonoran
- Poblacion North
- Poblacion South
- Sabang
- San Fernando
- Tabalong
- Tubotubo North
- Tubotubo South